# Болівійсько-югославські відносини

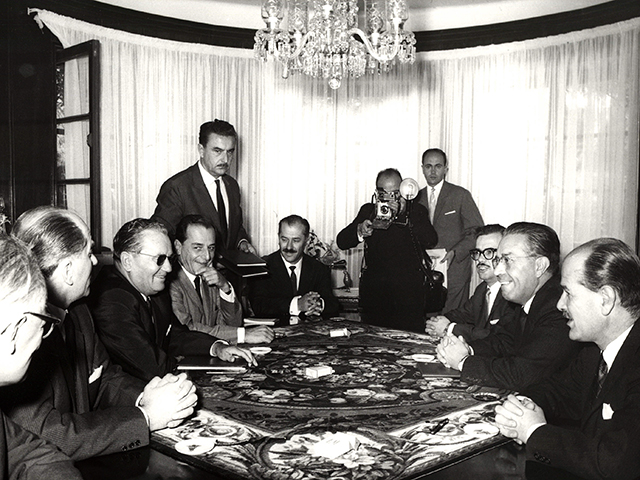
Болівійсько-югославська зустріч у Кочабамба 1963 року

Болівійсько-югославські відносини (ісп. relaciones boliviano-yugoslavas, сербохорв. bolivijsko-jugoslovenski odnosi, серб. кир.: боливијско-југословенски односи) — історичні двосторонні відносини між Болівією і зниклою внаслідок розпаду Югославією. 

## Історія

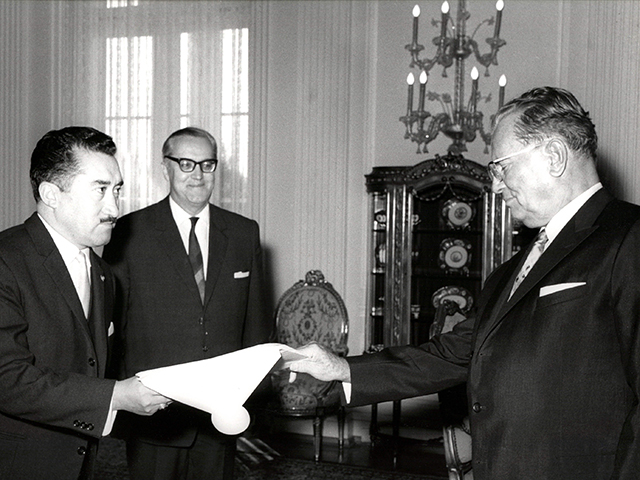
Президент Йосип Броз Тіто приймає посла Болівії (1968)

Відносини встановилися і розвивалися на тлі Холодної війни в контексті югославської політики неприєднання, згідно з якою Югославія співпрацювала з державами з-поза як Східного, так і Західного блоків.
Болівія була одним із напрямків південнослов'янської (особливо хорватської) еміграції, де багато емігрантських громад виявляли антагоністичне ставлення до своєї країни походження.
Болівія взяла участь у Конференції Руху неприєднання 1961 року в Белграді як держава-спостерігач, представлена міністром освіти Фельмою Валорде. Під час свого візиту до Югославії міністр закордонних справ Болівії підписав конвенцію про культурне співробітництво, а в 1962 році міністр закордонних справ Югославії Коча Попович відвідав Болівію, підписавши розширену версію конвенції. 1963 року президент Югославії Йосип Броз Тіто влаштував місячний (18 вересня — 17 жовтня) тур Південною Америкою, відвідавши Бразилію, Чилі, Болівію, Перу та Мексику.